# Open Desktop Workstation

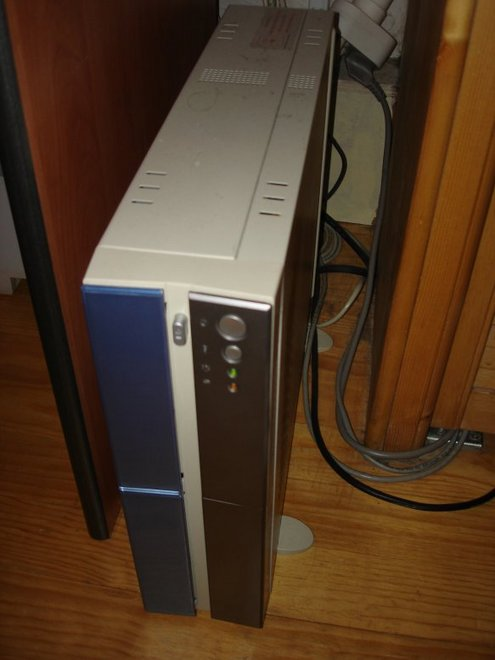
Open Desktop Workstation

Die Open Desktop Workstation (ODW) ist ein auf der PowerPC-Architektur basierender Computer des Herstellers Genesi aus Austin (Texas). Der ODW hat eine austauschbare CPU unter Berücksichtigung von Power-Architecture-basierten Mikroprozessoren der Unternehmen IBM und Freescale Semiconductor.
Die Open Desktop Workstation ist eine standardisierte Version des Pegasos II. Dieser war der erste Open-Source-basierte PowerPC-Computer und stellte für den PowerPC eine Host/Ziel-Entwicklungsumgebung dar. Genesi hat die komplette Spezifikation (design and component listing) unentgeltlich zur Verfügung gestellt. Das vom ODW abgeleitete Home Media Center gewann im Jahr 2005 die Best in Show-Auszeichnung beim Freescale Technology Forum, hat ein ATI-Zertifikat, sowie ein Ready for IBM Technology-Zertifikat.
Es werden verschiedene Betriebssysteme, zum Beispiel MorphOS, Linux, QNX und OpenSolaris unterstützt. Die Herstellung der ODW wurde zugunsten von Efika unterbrochen.

## Spezifikation
- Freescale 1,0 GHz MPC7447-Prozessor
- 512 MB DDR-SDRAM (zwei Slots, bis zu 2 GB)
- 80 GB ATA100-Festplatte
- Dual-Layer DVD±RW-Laufwerk
- Unterstützung für Disketten
- 3× PCI-Slots
- AGP-basierte ATI Radeon 9250-Grafik (DVI, VGA und S-Video out)
- 4× USB
- PS2-Unterstützung für Maus und Tastatur
- 3× FireWire 400 (zwei extern)
- 2× Ethernet-Ports, 100 Mbit/s und 1 Gbit
- AC’97-Sound – in/out, analog und digital (S/PDIF)
- Game- / MIDI-Port
- Parallele und Serielle Schnittstellen (Unterstützung von IrDA)
- MicroATX-Motherboard (236 × 172 mm)
- Small Footprint Case (92 × 310 × 400 mm)